# Liste der Museen im Landkreis Osterholz
Dies ist eine Liste der Museen im niedersächsischen Landkreis Osterholz.
| Bezeichnung | Standort                                            | Bild |
| --- | --------------------------------------------------- | ---- |
| Museum Findorff-Hof | Grasberg                                            |      |
| Museumsanlage Ströhe-Spreddig | Hambergen, im Ortsteil Spreddig                     |      |
| Elefantenmuseum Lilienthal | Lilienthal, Hauptstr. 2 a Position                  |      |
| Heimatmuseum Lilienthal | Lilienthal                                          |      |
| Lilienhof-Anlage | Lilienthal                                          |      |
| Handwerkermuseum Lilienthal | Lilienthal, auf dem Lilienhof                       |      |
| Niedersächsisches Kutschenmuseum | Lilienthal, Ortsteil Trupe                          |      |
| Schulmuseum Lilienthal | Lilienthal, in der alten Falkenberger Schule        |      |
| Museumsanlage der Kulturstiftung Landkreis Osterholz, bestehend aus Heimatmuseum, Mitmachmuseum, Norddeutschem Vogelmuseum und Museum für Schifffahrt und Torfabbau | Osterholz-Scharmbeck                                |      |
| Beckedorfer Schmiedemuseum | Schwanewede, Ortsteil Beckedorf                     |      |
| Barkenhoff | Worpswede, Ostendorfer Straße 10 Position           |      |
| Forum für zeitgenössische Kunst | Worpswede                                           |      |
| Galerie Altes Rathaus | Worpswede                                           |      |
| Große Kunstschau Worpswede | Worpswede, Lindenallee 5 Position                   |      |
| Haus im Schluh | Worpswede, Im Schluh 35–37 Position                 |      |
| Heinrich-Vogeler-Museum | Worpswede, Ostendorfer Str. 10                      |      |
| Kunsthandwerkmuseum „Käseglocke“ | Worpswede, Lindenallee Position                     |      |
| Ludwig-Roselius-Museum Worpswede für Frühgeschichte | Worpswede                                           |      |
| Museum am Modersohn-Haus – Sammlung Bernhard Kaufmann | Worpswede, Hembergstraße 19 Position                |      |
| Torfschiffswerft-Museum | Worpswede-Schlußdorf, Schlußdorfer Str. 22 Position |      |
| Worpsweder Kunsthalle | Worpswede, Bergstraße 17 Position                   |      |
| Worpsweder Kunststiftung Friedrich Netzel | Worpswede                                           |      |